# Liste des sites mégalithiques du Latium
Cette liste non exhaustive recense les principaux sites mégalithiques dans le Latium.

## Cartographie
Localisation des principaux sites mégalithiques du Latium
| : Complexes mégalithiques · : Alignements, Henges · : Dolmens, Menhirs, Tumulus, Cairns · : Constructions et Murs cyclopéens |

## Liste
| Nom         | Type          | Observation                                                                          |
| ----------- | ------------- | ------------------------------------------------------------------------------------ |
| Alatri (it) | Mur cyclopéen | Acropole également appelée Civita. Autres sites semblables à proximité : Arpino (it) |
| Norba       | Mur cyclopéen |                                                                                      |